# Geszteréd
Geszteréd község Szabolcs-Szatmár-Bereg vármegyében, a Nagykállói járásban.

## Fekvése
A település a Nyírség Hajdúság felé tekintő peremén, Szabolcs-Szatmár-Bereg vármegye dél-délnyugati részén, a megyehatár közelében fekszik, két nagyváros, Debrecen és Nyíregyháza között. A szomszédos települések: észak felől Nagykálló, kelet felől Balkány, dél felől Hajdúsámson, délnyugat felől Hajdúhadház és Bököny, északnyugat felől pedig Érpatak.
Településrészei:
- Lovastanya Balkánytól 3, Geszterédtől 1 kilométerre található. A Lovas család birtoka volt évekig. 1990-ig Balkányhoz tartozott. Található itt egy magtár. Lakossága: 10 fő.
- Nyíritanya Geszterédtől 2 kilométerre északra található. Lakossága: 8 fő.
- Szállásföld Balkánytól 11, Déssy tanyától 3, Hajdúhadháztól 15 kilométerre található. Lakossága 21 fő. Különlegessége, hogy Geszteréd felől nem lehet megközelíteni. Itt található a hajdúhadházi katonai gyakorló tér.

### Megközelítése
Csak közúton közelíthető meg, a legegyszerűbben a Téglás és Balkány közt húzódó 4901-es úton. Nagykálló központjával és a 4912-es út ottani szakaszával – Ludastón keresztül – egy számozatlan, alsóbbrendű út köti össze.
Az ország távolabbi részei felől a legcélszerűbb megközelítési útvonala a 4-es főút, amelyről téglási letéréssel érhető el.

## Története
Geszteréd a honfoglalás korától lakott település, területe azonban már a bronz-korban is lakott hely lehetett, itt Tomoryban, a mai Kossuth utca területén a katolikus templomig szarmata település létezett. Több pénzérmét, sírleletet találtak már itt. Hadrianus korabeli pénzérmék jelzik, hogy kb. ekkor telepedtek le itt a szarmaták. A honfoglalást megelőző időszakban nagy valószínűség szerint ők laktak ezen a területen, a dákokkal és a rómaiakkal vívtak harcokat. Sok római kori pénzérmét is találtak.
A honfoglalás kori leletek közül legjelentősebb az aranyszerelékes szablya több más lelettel, melyet 1927-ben találtak meg a mai Nyíri tanyán. Ezáltal a község neve az egész Földön ismertté vált a régészeti irodalom ismerői körében.
A falu határában történt történelmi eseményként említhető meg, hogy I. László király itt, a falu határában verte szét a besenyőket 1092-ben.
A település neve 1332-ben a pápai tizedlajstromban van először említve, ekkor nevét Kestred-nek írták.
1335-ben a falu a Balogsemjén nemzetség-hez tartozó Biri és Balogi családok voltak birtokosai, majd a petri Ders családé lett, melynek egészen a 17. század elejéig volt itt részbirtoka. 1388-ban  legnagyobb földesura az olnodi Czudar család volt, majd a Palágyi család birtoka lett.
17. század közepén már több család is birtokosa volt: köztük a Jármy, Paksy és Zathy családok is. A portyázó törököktől a falu sokat szenvedett, az 1600-as évek elején lakatlanná is vált. 1613-tól a korabeli oklevelek már pusztaként említik, azonban birtokosai területét a környékbeli falvak lakosainak bérbe adták legeltetésre.
1752-ben Winkler László a Jármy család itteni birtokrészét vette zálogba, majd azt meg is vásárolta, s Bereg vármegyei szökött jobbágyokat telepített le rajta.
A 18. század végén nagyobb birtoka a Lónyay, Vay és Tisza családoknak volt Geszteréden, majd a birtokot gróf Dégenfeld József szerezte meg Tisza Ilonával kötött házassága révén, s a Dégenfeld családé maradt 1944-ig.
A 19. század első felében több birtokosa is volt, köztük a gróf Vay család, a Lónyay, Tisza, Cseresznyey, Osváth, Pálffy, Somosy, Szikszay, Apagyi, Uray, Básthy stb. családok is.
A 20. század elején gróf Dégenfeld József, gróf Dessewffy testvérek, Horváth Mihályné, Kövér Gábor, Mandel Józsefné és Goldstein Mózes volt itt birtokos.
1927. május 24-én a község közelében egy disznó túrta ki a Kárpát-medence leggazdagabb honfoglalás kori vezéri leletegyüttesét.

## Közélete

### Polgármesterei
- 1990–1994: Bujdosó László (MDF-FKgP)[4]
- 1994–1998: Bujdosó László (MDF-KDNP-FKgP)[5]
- 1998–2002: Bujdosó László (MDF-Munkáspárt)[6]
- 2002–2006: Vitkovics Béla (független)[7]
- 2006–2010: Vitkovics Béla (Fidesz)[8]
- 2010–2011: Szűcs Zsolt (független)[9]
- 2011–2014: Kemény József (független)[10][11]
- 2014–2019: Szabó József (Fidesz–KDNP)[12]
- 2019–2024: Szabó József (Fidesz–KDNP)[13]
- 2024– : Urbin Zoltán (független)[1]

A településen 2011. december 4-én azért kellett időközi polgármester-választást (és képviselő-testületi választást) tartani, mert a képviselő-testület szeptemberben feloszlatta magát. A polgármesteri posztért elindult az addigi polgármester is, de hozzá képest az egyetlen kihívója több mint kétszeres mennyiségű szavazatot szerzett.

## Népesség
A település népességének változása:
| Lakosok száma | 1761 | 1718 | 1718 | 1646 | 1643 | 1623 | 1609 |
|               | 2013 | 2014 | 2015 | 2021 | 2022 | 2023 | 2024 |

2001-ben a város lakosságának közel 100%-a magyar nemzetiségűnek vallotta magát.
A 2011-es népszámlálás során a lakosok 91,3%-a magyarnak, 0,3% cigánynak, 0,3% németnek, 0,2% románnak mondta magát (8,6% nem nyilatkozott; a kettős identitások miatt a végösszeg nagyobb lehet 100%-nál). A vallási megoszlás a következő volt: római katolikus 50,7%, református 13,2%, görögkatolikus 17,6%, evangélikus 0,2%, felekezeten kívüli 2,6% (14,2% nem válaszolt).
2022-ben a lakosság 94,5%-a vallotta magát magyarnak, 0,7% cigánynak, 0,4% ukránnak, 0,4% németnek, 0,1% bolgárnak, 2,6% egyéb, nem hazai nemzetiségűnek (5,4% nem nyilatkozott; a kettős identitások miatt a végösszeg nagyobb lehet 100%-nál). Vallásuk szerint 39,1% volt római katolikus, 12% református, 16,5% görög katolikus, 0,5% egyéb keresztény, 0,3% evangélikus, 6,4% felekezeten kívüli (24,8% nem válaszolt).

## Nevezetességei
- Szent Anna Katolikus Óvoda és Általános Iskola
- Közművelődési és Iskolai Könyvtár
- Gajdos János Művelődési Ház
- Polgármesteri hivatal
- Egészségügyi központ
- Római katolikus templom
- Református templom
- Görög katolikus templom
- Aranyszablya emlékhely

## Nevezetes szülöttei
- Felföldi László pécsi püspök
- Gajdos János (festőművész)